# English Strait
Die English Strait (englisch, in Argentinien Estrecho Espora, in Chile Estrecho Inglés) ist eine Meerenge im Archipel der Südlichen Shetlandinseln. Sie trennt Greenwich Island von Robert Island.
Der Name dieser Passage ist mindestens seit 1822 bekannt und inzwischen international etabliert. Die chilenische Benennung ist eine bloße Übersetzung aus dem Englischen. Argentinische Wissenschaftler benannten den Seeweg dagegen nach dem argentinischen Freiheitskämpfer und Nationalhelden Tomás Espora (1800–1835).